# Axius
Axius is een geslacht van kreeftachtigen uit de klasse van de Malacostraca (hogere kreeftachtigen).

## Soorten
- Axius armatus Smith, 1881
- Axius serratus Stimpson, 1852
- Axius stirynchus Leach, 1815
- Axius werribee (Poore & Griffin, 1979)